# Фрош, Пауль
Пауль Отто Макс Фрош (нем. Paul Otto Max Frosch; 15 августа 1860, Берлин, Королевство Пруссия — 2 июня 1928, Берлин, Германия) — немецкий врач, бактериолог и вирусолог.

## Юность
Пауль Фрош родился в Ютербоге как внебрачный сын 22-летнего начинающего юриста и портнихи по пошиву перчаток. Его родители поженились только когда Пауль пошёл в школу.
После окончания средней школы в 1882 году он изучал медицину в Вюрцбурге. Уже в 1884 году профессора признали его талант и предложили ему работу. Однако он отказался и решил продолжить учёбу в Лейпциге и, наконец, в Берлине, где он получил докторскую степень в 1887 году и получил лицензию на медицинскую практику. Во время учёбы он отслужил полгода как военный врач в королевской прусской армии в 1883 и 1886 годах.
После окончания учёбы он посвятил себя бактериологии и стал волонтёром в Институте гигиены Берлинского университета.
В апреле 1889 года он женился на Элизе Берте (1867, урождённая Гроте), которая родила своего первого сына Леопольда в 1890 году. За ним последовали еще четверо детей: Феликс, Шарлотта, Дагоберт и Роберт, крестный ребёнок Роберта Коха.